# Phloeopora jacobiana
Phloeopora jacobiana är en skalbaggsart som beskrevs av Thomas Casey 1911. Phloeopora jacobiana ingår i släktet Phloeopora och familjen kortvingar. Inga underarter finns listade i Catalogue of Life.